# 斯里蘭卡國徽
斯里蘭卡國徽啟用於1972年成為共和國時，由1952年所採用的國徽修改而成（去除了王冠和書有「錫蘭」國名的綬帶）。
其中心圖案為持劍的獅子，外圍以蓮花，再圍以盛於寶瓶中的稻穗。上為法輪，左下方為月，右下方為日。